# Cung điện Łowczego ở Domaszczyn
Cung điện Łowczego ở Domaszczyn (tiếng Ba Lan: Dom Łowczego w Domaszczynie) là một cung điện ở làng Domaszczyn, huyện Wrocławski, tỉnh Dolnośląskie, Ba Lan. Đây từng là nơi nghỉ dưỡng dành cho các thợ săn quý tộc sau những cuộc săn bắn thành công. Công trình kiến trúc này có tên trong danh sách di tích.

## Lịch sử
Cung điện được xây dựng vào giai đoạn 1851-1869. Cung điện trở thành nơi nghỉ dưỡng dành cho nhiều nhà cai trị và quan chức từ khắp Châu Âu như: Sa hoàng Nikolai I của Nga, Hoàng tử Đức Wilhelm, cùng nhiều công tước và bá tước. Sau đó, cung điện bị phá huỷ vào năm 1945. Trong thời kỳ Cộng hòa Nhân dân Ba Lan, tòa nhà là trụ sở cho một nhà máy sản xuất sơn. Hiện nay, cung điện này thuộc sở hữu tư nhân và được xây dựng lại từ năm 2007.

## Kiến trúc
Công trình kiến trúc này do kiến trúc sư Carl Wolf thiết kế. Đây là một tòa nhà hai tầng bằng gạch nằm trên một mặt phẳng hình vuông. Cung điện có một tháp tròn ở phía đông nam và một sở thú. Nội thất bên trong tòa nhà được trang trí rất xa xỉ.
Ngoài ra, cung điện còn nổi tiếng với một sân vườn đẹp như tranh vẽ và một tượng đài tự nhiên siêu to khổng lồ: Cây sồi Anh với chu vi 700 cm và cao 30 m.

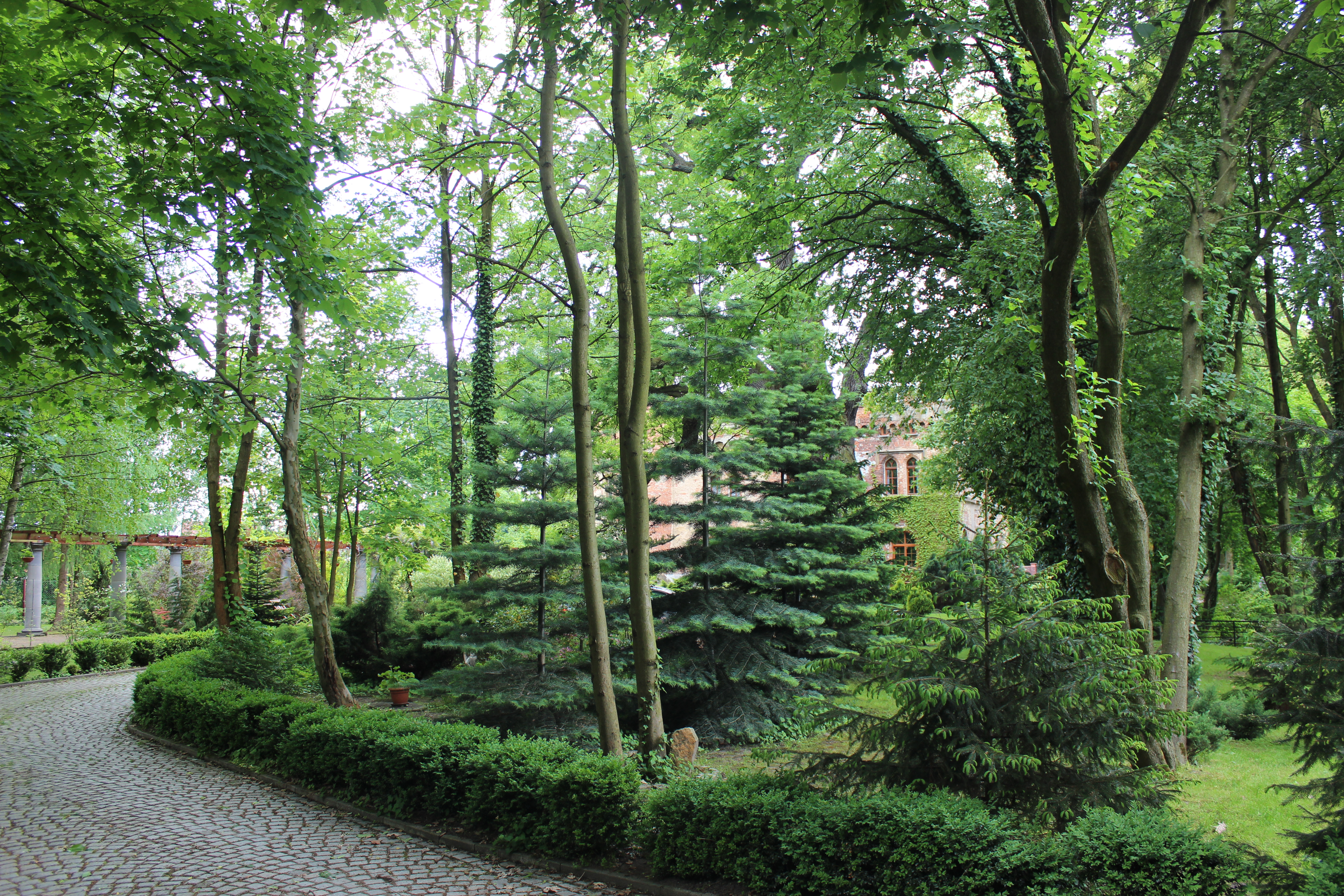
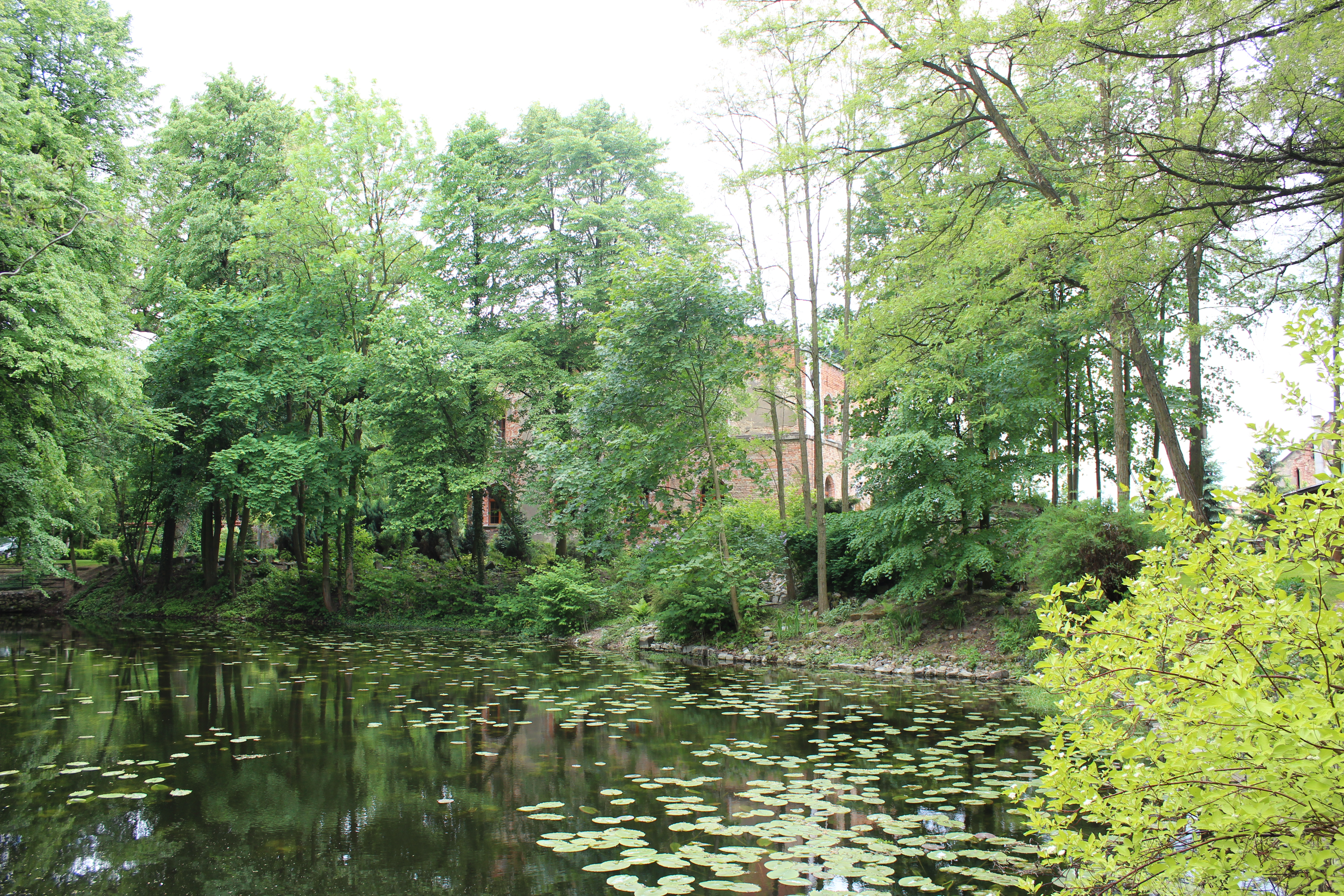
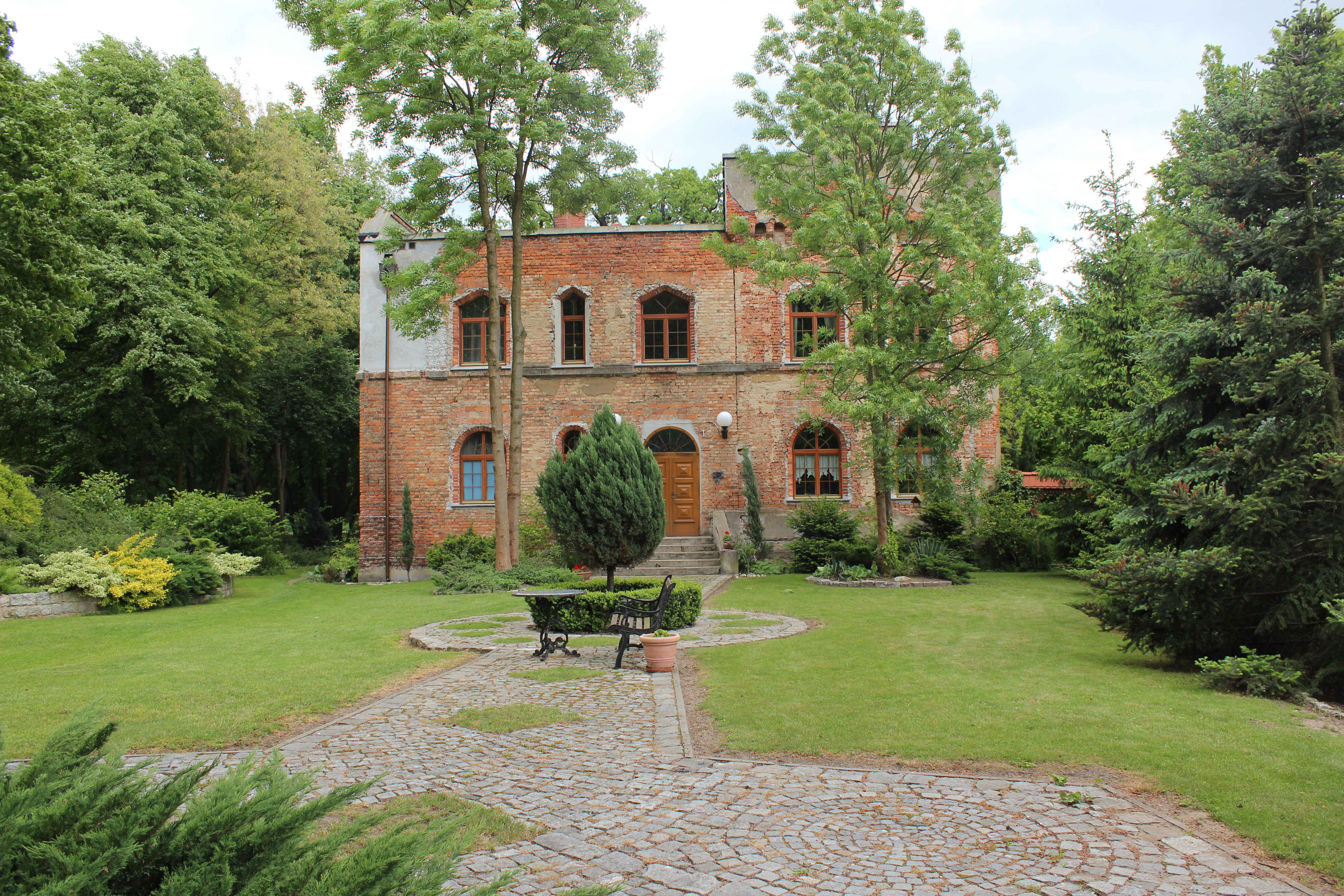